# Административное деление Российской империи на 1 мая 1783 года
Российская империя по состоянию на 1 (12) мая 1783 года делилась на наместничества, губернии, области и уезды
- общее число наместничеств — 31
- общее число губерний — 7
- общее число областей — 16
- столица — город Санкт-Петербург

Отличия от 1 января 1780 года:
- вновь образованы:

1. Вологодское наместничество (1780 год) — из Архангелогородской губернии, Каргопольского уезда Новгородского наместничества и части Кологривского уезда Костромского наместничества
2. Вятское наместничество (1780 год) — из Вятской провинции Казанской губернии и северных частей Оренбургской губернии
3. Екатеринославское наместничество (30 марта 1783 года) — из Азовской и Новороссийской губерний
4. Иркутское наместничество (1782 год) — из Иркутской губернии
5. Казанское наместничество (1781 год) — из части Казанской губернии
6. Киевское наместничество (1781 год) — из Киевской и части Малороссийской губернии
7. Колыванское наместничество (1782 год) — из Колыванской области
8. Новгород-Северское наместничество (1781 год) — из части Малороссийской губернии
9. Пензенское наместничество (1780 год) — из Пензенской провинции Казанской губернии
10. Пермское наместничество (1781 год) — из Тюменской провинции Сибирской губернии
11. Саратовское наместничество (1780 год) — из северной части Астраханской губернии
12. Симбирское наместничество (1780 год) — из Симбирской провинции Казанской губернии
13. Тобольское наместничество (1782 год) — из Сибирской губернии
14. Уфимское наместничество (1781 год) — из Оренбургской губернии и Челябинского уезда Пермского наместничества
15. Харьковское наместничество (1780 год) — из Слободско-Украинской губернии, части Воронежского наместничества
16. Черниговское наместничество (1781 год) — из части Малороссийской губернии

- упразднены:

1. Азовская губерния (30 марта 1783 года) — вошла в Екатеринославское наместничество
2. Архангелогородская губерния (1780 год) — вошла в Вологодское наместничество
3. Иркутская губерния (1782 год) — вошла в Иркутское наместничество
4. Казанская губерния (1781 год) — вошла в Вятское, Казанское, Пензенское, Симбирское наместничества
5. Киевская губерния (1781 год) — вошла в Киевское наместничество
6. Колыванская область (1782 год) преобразована в Колыванское наместничество
7. Малороссийская губерния (1781 год) — вошла в Новгород-Северское и Черниговское наместничества
8. Новороссийская губерния (30 марта 1783 года) — вошла в Екатеринославское наместничество
9. Оренбургская губерния (1781 год) — вошла в Уфимское наместничество
10. Сибирская губерния (1782 год) — вошла в Тобольское наместничество
11. Слободско-Украинская губерния (1780 год) — вошла в Харьковское наместничество

- список наместничеств (и областей):

1. Владимирское
2. Вологодское:
  1. Архангельская область
  2. Костромская область
3. Воронежское
4. Вятское (центр — город Хлынов, переименован в Вятку)
5. Екатеринославское (центр — Кременчуг):
6. Иркутское:
  1. Иркутская область
  2. Нерчинская область
  3. Охотская область
  4. Якутская область
7. Казанское
8. Калужское
9. Киевское
10. Колыванское
11. Костромское
12. Курское
13. Могилёвское
14. Нижегородское
15. Новгород-Северское
16. Новгородское
17. Орловское
18. Пензенское
19. Пермское
  1. Екатеринбургская область
  2. Пермская область
20. Полоцкое
21. Псковское
22. Рязанское
23. Саратовское
24. Симбирское
25. Смоленское
26. Тамбовское
27. Тверское
28. Тобольское:
  1. Тобольская область
  2. Томская область
29. Тульское
30. Уфимское
  1. Оренбургская область
  2. Уфимская область
31. Харьковское
32. Черниговское
33. Ярославское
  1. Углицкая область
  2. Ярославская область

- список губерний (и областей):

1. Астраханская
2. Выборгская
3. Московская
4. Ревельская
5. Рижская
6. Санкт-Петербургская
  1. Олонецкая область (в том числе Новоладожский уезд из Новгородского наместничества)
  2. Петербургская область (в том числе Гдовский и Лужский уезды Псковского наместничества)